# Philoscia sacchari
Philoscia sacchari är en kräftdjursart som beskrevs av David 1967. Philoscia sacchari ingår i släktet Philoscia och familjen Philosciidae. Inga underarter finns listade i Catalogue of Life.